# 通販美人 Trend Collection
『通販美人 Trend Collection』（つうはんびじん トレンド・コレクション）は、2010年10月27日から2011年3月23日まで関西テレビで放送されていた関西テレビハッズ制作のテレビショッピング（通販）である。略称「トレコレ」。放送時間は毎週水曜 25:50 - 26:50 （木曜 1:50 - 2:50）。

## 概要
大人の女性層をターゲットにした深夜番組で、女性力アップや最新の流行ファッション雑貨、化粧品、生活雑貨、食品などを紹介していた。また、出演者の磯野貴理と中澤裕子が番組で着用していた衣装や、スタジオセットとして使われていたインテリアの販売も行っていた。商品を実際に身に付ける役は磯野と中澤と2人のメイドで、商品紹介は番組コンシェルジュの「む〜とん」という羊のキャラクターが行っていた。

## 出演者
- 磯野貴理子（当時磯野貴理）
- 中澤裕子
- メイド・キョウコ - 東條恭子
- メイド・ハルナ - 若松春奈
- む〜とんの声 - 岡山祐児（オーケイ）
- ナレーション - 塩山由佳

## スタッフ

### 番組終了時のスタッフ
- 構成：小林のぞみ
- TD：岡本隆嗣
- CAM：川口次男、川崎昭、久坂保
- VE：錦織健三
- AUD：吉田勉、飯塚幸子
- 照明：佐藤浩栄
- 美術プロデュース：吉木崇
- デザイン：小川由紀夫
- 美術進行：仲田幸正
- ヘアメイク：瀬川春美
- 編集；森田智之、森田淳
- MA：大竹雄一、山田謙一
- 選曲効果：ユミックス
- 美術制作：TACreate
- 撮影協力：TMCレモンスタジオ
- 技術制作：ビデオスタッフ、ヒートワン
- 商品プロデュース：三浦柏江（関西テレビハッズ）
- タイトルデザイン：グランツコーポレーション
- 人形デザイン：BROAD DESIGN
- 美術・衣装制作：セシール
- 協力：日本メークアップアーティスト学院、小学館「Domani」
- 人形操作：荒川純子
- AD：高橋美咲、酒井健人
- AP：中尾佐和子
- ディレクター：新井三郎、吉村正好、ふじおかしゅうまん、大川剛史（第1回ではFD）
- プロデューサー：中島徹（関西テレビハッズ）、田之頭洋一
- 企画協力：伊藤忠商事
- 制作協力：P.D.NETWORK
- 制作著作：関西テレビハッズ

### 途中まで参加していたスタッフ
- 選曲効果：大庭秀夫、田上ゆかり